# Smedsby, Esbo
Smedsby (finska: Sepänkylä) är en stadsdel i Esbo stad och hör administrativt till Stor-Alberga storområde. Stadsdelen består av delområdena Smedsby och Ymmersta.
Namnet Smedsby används sedan 1600-talet; på 1500-talet användes namnet Bengtsby (Benctzby 1540, Bengtsby 1565, Bentsby 1595). Gårdsnamnet Smeds gav sedan namnet åt hela byn. Övriga gårdar på 1500-talet var Stens och Gerk.
Smedsby består av egnahemshus och radhus. I Smedsby verkar Smedsby skola och Smedsby daghem och förskola. Det finns ingen övrig service i stadsdelen utan den närmaste servicen finns i grannstaden Grankulla. Jondal och Ymmersta är delar av Smedsby.